# 林柱成

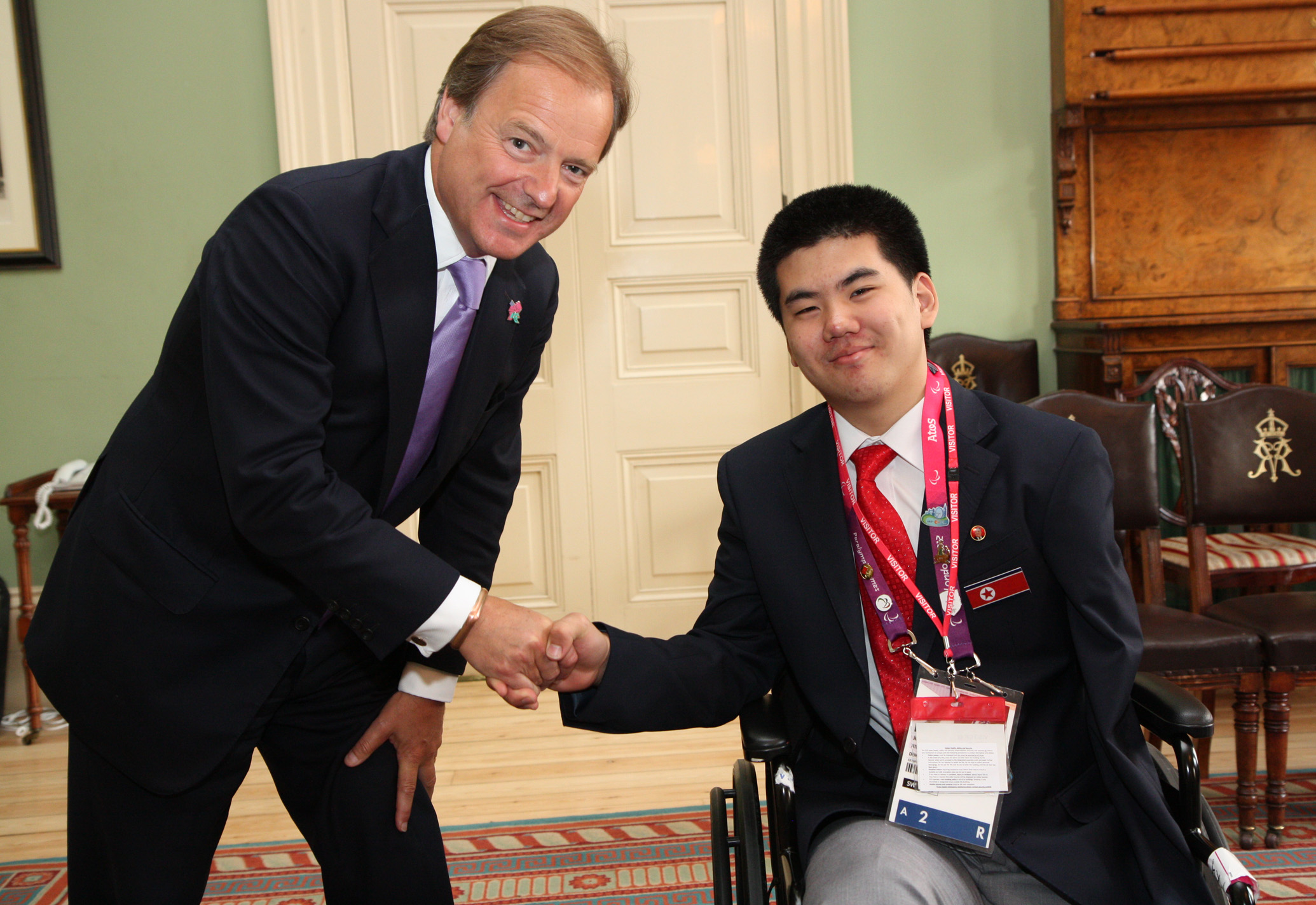

林柱成（1995年10月31日—），北韓男子殘障泳手。同時，他也是首位參與殘奧會的北韓運動員。

## 經歷
林柱成出生於北韓，5歲那年，他因在工地玩耍遇到意外而失去了左臂和左腿，右腿也嚴重受傷。此後，他隨任職大使館職員的父親來到北京，但到這時他還未學過游泳。2012年3月，北韓加入國際殘疾人奧林匹克委員會，從而取得殘奧會的參賽資格。為此，林柱成開始接受游泳訓練。同年6月，他在德國舉行的國際游泳比賽中的3個項目都名列前十，因而取得外卡參加隨後在倫敦舉行的殘奧會。在這屆殘奧會中，林柱成只參加了男子S6級50米自由泳，並在初賽中以1:10.00完成賽事，但由於成績未能達標而未能晉身決賽。

## 資料來源
1. ↑  Rim Ju-Song 的存檔，存档日期2012-09-03.
2. ↑  .   [2013-09-19]. （原始内容存档于2013-12-27）.
3. 1 2 3 4  .   [2013-09-19]. （原始内容存档于2018-10-06）.
4. ↑  "Men's 50m Freestyle - S6" 的存檔，存档日期2012-09-02.